# 中层带

海洋分层简介

海洋中层带（英語：Mesopelagic）也被称作中层浮游区或黄昏区。这一区域处于海平面下200米至1000米（约660至3300英尺）的位置，它被称作黄昏区是因为它处于透光的海洋光合作用带与黑暗的半深海带之间。

## 环境简介
海洋中层带的温度变化仅仅比海洋光合作用带小，这一区域的顶部温度超过20℃（68°F），然而底部区域仅有4℃（39°F）。但即使是这样，这在海洋界中已经非常热了。这里的水移动地极为缓慢，他们通常可以在这里驻留一个世纪。但这里的生物每天都会以垂直移动的方式通过这一区域，这里的杂物的下沉速度也很快。

## 生態环境
僅管一些光可以穿过海洋光合作用带到达这一區域，这里的光依然不足以进行光合作用。这里的草食性动物依靠生物屍体上的碎屑与粪粒为食，而这里的肉食性动物则依靠前者为食。
海洋中层带一般有旗鱼、鱿鱼、鳗鱼、墨鱼等半深海生物。